# 平井堅-愛歌成痴十年完全精選
Ken Hirai 10th Anniversary Complete Single Collection '95-'05 歌バカ（中文：平井堅 - 愛歌成痴十年完全精選）是日本知名流行音樂創作歌手平井堅的第一張為出道十週年而推出的個人精選專輯，也是平井堅歌手生涯銷量最高的一張專輯，於2005年11月23日正式發行。

## 簡介
- Oricon初登場即獲得第一位,出貨數超過100萬張
- 發售初動量超過92萬張,僅次於河村隆一的LOVE及桑田佳祐的TOP OF THE POPS,為歷代男性個人歌手第三
- 發行第二週銷售量突破百萬,也是本身第四張突破百萬的唱片,為男性個人歌手第一
- 目前銷售量已破200萬張,為男性個人歌手史上第三
- 第20回日本金唱片大獎「搖滾與流行音樂年度賞」
- 收錄曲與單曲發行順序一樣,Disc1主要收錄1995年~2000年的作品,Disc2主要收錄2001年~2005年的作品

## 曲目
Disc1 <1995-2000 works>
1. Precious Junk（1995年5月13日）
2. 片方ずつのイヤフォン（1995年6月21日）
3. 横顔（1995年11月22日）
4. ドシャブリ（1996年8月21日）
5. Stay With Me（1996年11月1日）
6. HEAT UP（1997年7月21日）
7. Love Love Love（1998年5月30日）
8. 楽園（2000年1月19日）
9. why（2000年5月10日）
10. LOVE OR LUST（2000年10月18日）
11. even if（2000年12月16日）

Disc2 <2001-2005 works>
1. Miracles（2001年2月15日）
2. KISS OF LIFE（2001年5月6日）
3. Missin' you 〜It will break my heart〜（2002年1月30日）
4. Strawberry Sex（2002年5月22日）
5. 大きな古時計（2002年8月25日）
6. Ring（2002年11月7日）
7. LIFE is... 〜another story〜（2003年5月8日）
8. style（2003年7月30日）
9. 瞳をとじて（2004年4月28日）
10. キミはともだち（2004年5月19日）
11. 思いがかさなるその前に…（2004年10月6日）
12. POP STAR（2005年10月26日）